# James Healey
James Patrick Healey (ur. 13 stycznia 1951 w hrabstwie Galway) – australijski aktor.

## Życiorys
Urodził się w hrabstwie Galway, w prowincji Connacht w Irlandii. Jego rodzina przeniosła się do Manchesteru w Anglii, a następnie w 1970 wyemigrowała do Melbourne w Australii. Studiował aktorstwo w National Institute of Dramatic Art w Kensington w Sydney. W 1977 ukończył Royal Academy of Dramatic Art w Londynie.
Był producentem przedstawienia De profundis czyli krzyk z otchłani Oscara Wilde’a. W 1978 zadebiutował na scenie w Londynie w Złotej kołysce. Zdobył uznanie krytyków rolą Heathcliffa w Wichrowych wzgórzach i w sztukach z West Endu: Privates on Parade, Bedroom Farce i Ten Times Table.
Swoją karierę na małym ekranie rozpoczął od występu jako Maxwell w odcinku australijskiego serialu kryminalnego Network 10 Matlock Police (1972) – pt. „Wysiłek Cooka” („Cook’s Endeavour”) z udziałem Jacka Thompsona w tytułowej roli Rona Cooka. Następnie wystąpił gościnnie w operze mydlanej Niespokojne lata (The Restless Years, 1977), a także w serialach, w tym brytyjskim BBC Saga rodzinna Penmarric (Penmarric, 1979) i amerykańskim CBS Strach na wróble i pani King (Scarecrow and Mrs. King, 1987) z Kate Jackson. Od 23 września 1987 do 3 listopada 1988 grał postać Seana Rowana, czwartego męża Alexis Carrington Colby (Joan Collins) po uratowaniu jej życia w wypadku samochodowym w operze mydlanej ABC Dynastia (Dynasty). Potem pojawił się w australijskim miniserialu Papierowy człowiek (The Paper Man, 1990) z Rebeccą Gilling i Petą Toppano.
W 1993 Healey został skazany za napaść z użyciem broni na 200 godzin pracy społecznej i trzy lata w zawieszeniu wykonania kary pozbawienia wolności.

## Filmografia
- 1981: The Restless Years jako morderca Gary Fisher
- 1987–1988: Dynastia (Dynasty) jako Sean Rowan
- 1990: Młodzi jeźdźcy (The Young Riders) jako Thad Browning
- 1990: Santa Barbara jako Derek Griffin
- 1991: Detektyw w sutannie (Father Dowling Mysteries) jako Pete
- 1991–1994: Przygody Tarzana (Tarzán) jako Karl Hauser
- 1993–1994: Brygada Acapulco (Acapulco H.E.A.T.) jako Strake